# Os marí de les Galápagos
L'os marí de les Galápagos (Arctocephalus galapagoensis) és l'espècie més petita de tots els pinnípedes. Es reprodueix a les illes Galápagos, al Pacífic Oriental, i és l'únic os marí que es reprodueix en aigües tropicals.
L'èxit reproductiu d'aquest otàrid és molt vulnerable als canvis climàtics provocats per El Niño. Els anys 1982-1983 i 1997-1998, en els quals es produí El Niño, la mortalitat infantil augmentà dràsticament. La causa d'això és la reducció de la disponibilitat de preses per la baixada de la temperatura oceànica.